# Leopoldia weissii
Leopoldia weissii là một loài thực vật có hoa trong họ Măng tây. Loài này được Freyn mô tả khoa học đầu tiên năm 1878.